# Hermes Gothicus
Hermes Gothicus, tryckt i Strängnäs 1624 är första belägg i Sverige på tryckt tidning. Den är emellertid känd i endast ett exemplar, som avser kvartalet augusti − oktober, och några följande nummer är inte heller kända. Detta enda exemplar förvaras vid Kungliga biblioteket (KB) i Stockholm. Det är inte fastställt om publikationen någonsin kom att bli spridd.[källa behövs]
Utgivare var strängnäsbiskopen Laurentius Paulinus Gothus, och alstret trycktes hos Olof Olofzon. Tidningen omfattar 40 sidor och innehåller från tyska översatta nyheter från hela världen, bl.a. om 30-åriga kriget.
Hermes var enligt grekisk mytologi gudarnas budbärare. Tidningstiteln Hermes Gothicus kan sålunda tolkas som (Biskop) Gotus' Budbärare.